# Chinesische Formel-4-Meisterschaft
Die chinesische Formel-4-Meisterschaft ist eine Automobilrennserie nach dem FIA-Formel-4-Reglement in der Volksrepublik China. Die chinesische Formel-4-Meisterschaft wurde erstmals zur Saison 2015/16 ausgetragen. Die Rennserie ersetzt die China Formula Grand Prix.

## Geschichte
Nachdem die FIA 2013 die Einführung eines Formel-4-Reglements beschlossen hatte, entschied der Veranstalter Narcar International Racing Development Co.,Ltd. die chinesische Formel-4-Meisterschaft zur Saison 2015/16 ins Leben zu rufen. Organisiert werden die Rennen von der Mitime Motorsports Co.,Ltd. Zur zweiten Saison wurden, im Gegensatz zur ersten Saison die Jahresübergreifend stattfand, alle Rennen innerhalb eines Jahres ausgetragen.

## Fahrzeug
In der chinesischen Formel-4-Meisterschaft wird das Mygale-Chassis M21-F4 mit einem Alpine 1,3-Liter-Hybrid-Turbomotor mit KERS verwendet. Die Reifen sind von Kumho. 
Bis 2023 wurde als Chassis das Mygale-Chassis M14-F4 eingesetzt, bis 2022 wurde als Motor der Geely 2,0-Liter-G-Power JLD-4G20 verwendet.

## Besonderheiten
In der Meisterschaft wird das von der FIA vorgesehenen Punktesystem verwendet. Es werden allerdings keine Bonuspunkte für Pole-Position oder die schnellste Rennrunde vergeben.

## Bisherige Meister
| Saison  | Meister         | Punkte | Zweiter        | Punkte | Dritter          | Punkte | Bestes Team                               | Punkte            | Quelle |
| ------- | --------------- | ------ | -------------- | ------ | ---------------- | ------ | ----------------------------------------- | ----------------- | ------ |
| 2015/16 | Julio Acosta    | 202    | Wu Ruopeng     | 147    | Liu Kai          | 156    | Nicht ausgetragen                         | Nicht ausgetragen | [ 5 ]  |
| 2016/16 | Bruno Carneiro  | 302    | Wu Ruopeng     | 187    | Maxx Ebenal      | 186    | Nicht ausgetragen                         | Nicht ausgetragen | [ 6 ]  |
| 2017/16 | Leong Hon Chio  | 345    | Zheng Jiannian | 246    | Lin Taian        | 242    | BlackArts Racing Team                     | 685               | [ 7 ]  |
| 2018/16 | Jordan Dempsey  | 320    | Luo Yufeng     | 270    | Daim Hishammudin | 256    | BlackArts Racing Team                     | 478               | [ 8 ]  |
| 2019/16 | Conrad Clark    | 379    | Zijian He      | 302    | Zongyi Shang     | 214    | BlackArts Racing Team                     | 479               | [ 9 ]  |
| 2020/16 | He Zijian       | 193    | Andy Chang     | 153    | Li Sicheng       | 150    | LEO GEEKE Team                            | 211               | [ 10 ] |
| 2021/16 | Andy Chang      | 254    | Li Sicheng     | 155    | Ryan Liu         | 134    | Chengdu Tianfu International Circuit Team | 298               | [ 11 ] |
| 2022/16 | Gerrard Xie     | 375    | Lü Jingxi      | 211    | Xu Shenghui      | 139    | Smart Life Racing Team                    | 586               | [ 12 ] |
| 2023/16 | Tiago Rodrigues | 346    | Liu Kaishun    | 331    | Jing Zefeng      | 230    | Nicht ausgetragen                         | Nicht ausgetragen | [ 13 ] |
| 2024/16 | Oscar Pedersen  | 320    | Liu Kaishun    | 301    | Jiang Fukang     | 237    | Nicht ausgetragen                         | Nicht ausgetragen | [ 14 ] |